# Acta Mathematica
Acta Mathematica es una revista que publica artículos científicos originales de todos los campos de las matemáticas. Fue fundado por Gösta Mittag-Leffler en 1882 y es publicado por el Instituto Mittag-Leffler, un instituto de investigación para matemáticos perteneciente a la Real Academia de las Ciencias de Suecia. Desde 2006, la revista ha sido impresa y distribuida por Springer Netherlands.

## Métricas de revista
2022
- Web of Science Group : 4,273
- Índice h de Google Scholar: 68
- Scopus: 3,4